# Twenty Foreplay
Singles de Janet Jackson
Runaway
(1995) Got 'til It's Gone
(1997)
Twenty Foreplay est une chanson de Janet Jackson, issue de sa première compilation : Design of a Decade 1986/1996. Il s’agit du deuxième et dernier single extrait de l’album.

## Informations
La chanson commence comme une ballade soul puis devient un groove mid-tempo R&B. Le titre est un jeu de mots entre foreplay, qui signifie « préliminaires amoureux » et twenty-four qui se réfère aux 24 heures que comporte une journée. La version internationale de Twenty Foreplay est plus courte que sa version américaine, afin de pourvoir ajouter de chansons de plus sur Design of a Decade: 1986–1996. Le Slow Jam Fantasy Mix a été produit par Jorge Corante ; il s’agit de la version intégrale de la chanson, avec un couplet en plus.

## Accueil
Twenty Foreplay n’a eu qu’un succès mitigé en Europe, n’atteignant que la 22e place au Royaume-Uni, la 41e place aux Pays-Bas et la 74e place en Allemagne. La chanson est entrée dans le top 30 en Australie et le top 35 du classement Hot R&B/Hip-Hop Airplay du Billboard, mais elle n’a jamais figuré dans le Billboard Hot 100, puisqu’elle n’a pas bénéficié d’une sortie commerciale aux États-Unis.

## Clip vidéo
Pour le style « années 1950 » du clip, Janet Jackson s’est inspirée de Dorothy Dandridge, qu’elle considère comme le premier sex-symbol afro-américain. Le clip, en noir et blanc, présente Janet Jackson sur un plateau de cinéma à Hollywood.

## Supports
European promo CD single (588 460-2)
1. Slow Jam International Edit - 4:26

European 12" promo single (588 464-1)
1. Radio Club Mix - 5:02
2. Tribal Vocal Mix - 6:59
3. The Raw Dub - 6:59
4. Junior's Jungle Club Mix - 9:56
5. Junior's Dub - 9:01

U.S. 12" promo single (AMPRO 00124)
1. Junior's Jungle Club Mix - 9:56
2. Junior's Dub - 9:01
3. Tribal Beats - 2:58
4. The Raw Dub - 6:59
5. Tribal Vocal Mix - 6:59
6. Slow Jam Fantasy Mix - 6:19

U.S. promo CD single (AMSAD 00133)
1. Slow Jam Mix - 4:50
2. Slow Jam Edit - 4:28
3. Slow Jam Video Edit - 4:50
4. Slow Jam Fantasy Edit - 5:20
5. Slow Jam Fantasy Mix - 6:19

U.S. CD maxi single (581 317-2)

German CD maxi single (CDM5813172)
1. Slow Jam International Edit - 4:26
2. Runaway(Jam & Lewis Street Mix Edit) - 3:23
3. Runaway(Jam & Lewis Ghetto Mix) - 4:54
4. Slow Jam Video Edit - 4:50

UK CD maxi single (581 511-2)
1. Slow Jam International Edit - 4:26
2. "The Pleasure Principle" (Legendary Radio Mix) - 4:17
3. "Alright" (CJ Radio) - 3:52
4. "The Pleasure Principle" (Legendary Club) Mix - 8:15

UK double CD single (Limited edition)(581511/3)
1. Slow Jam International Edit - 4:26
2. "Runaway" (Album Version) - 3:35
3. "When I Think of You" (Album Version) - 3:57
4. "Let's Wait Awhile" (Album Version) - 4:36
5. Slow Jam International Edit - 4:26
6. "The Pleasure Principle" (Legendary Radio Mix - 4:17
7. "Alright" (CJ Radio) - 3:52
8. "The Pleasure Principle" (Legendary Club) Mix - 8:15

## Classements
| Chart (1996)                           | Meilleure position |
| -------------------------------------- | ------------------ |
| Australian Singles Chart               | 29                 |
| Dutch Single Top 100                   | 41                 |
| German Singles Chart                   | 74                 |
| New Zealand Singles Chart              | 38                 |
| UK Singles Chart                       | 22                 |
| U.S. Billboard Hot R&B/Hip-Hop Airplay | 32                 |